# Багишево
Баги́шево (тат. Багыш) — деревня в Апастовском районе Республики Татарстан. Входит в состав Черемшанского сельского поселения.

## История
В «Списке населенных мест по сведениям 1859 года», изданном в 1866 году, населённый пункт упомянут как казённая деревня Третий Черемшан (Багишево) 2-го стана Тетюшского уезда Казанской губернии. Располагалась при речке Черемшанке, по правую сторону почтового тракта из Казани в Симбирск, в 60 верстах от уездного города Тетюши и в 13 верстах от становой квартиры во владельческом селе Знаменское (Чипчаги). В деревне в 136 дворах жили 728 человек (362 мужчины и 366 женщин). Была мечеть.

## Население
| 1782 | 1859 | 1897   | 1926   | 1938   | 1949  | 1958  | 1970  | 1979  | 1989  | 2000  | 2010  | 2015 |
| ---- | ---- | ------ | ------ | ------ | ----- | ----- | ----- | ----- | ----- | ----- | ----- | ---- |
| 125  | 728  | 1220 ↗ | 1297 ↗ | 1267 ↘ | 923 ↘ | 772 ↘ | 863 ↗ | 768 ↘ | 554 ↘ | 456 ↘ | 370 ↘ | 310↘ |

Национальный состав деревни — татары.